# Жазык (Актюбинская область)
Жазык (каз. Жазық, до 2001 г. — Просторная) — станция в Хромтауском районе Актюбинской области Казахстана. Входит в состав Акжарского сельского округа. Находится примерно в 26 км к западу от центра города Хромтау. Код КАТО — 156047500.

## Население
В 1999 году население станции составляло 333 человека (174 мужчины и 159 женщин). По данным переписи 2009 года, в населённом пункте проживало 306 человек (153 мужчины и 153 женщины).